# Straat van Bonifacio
De Straat van Bonifacio is een zeestraat tussen Corsica en Sardinië, genoemd naar de Corsicaanse kustplaats Bonifacio. Ten oosten van de zeestraat ligt de Tyrreense Zee. De zeestraat is 12 kilometer breed en tot 70 meter diep en bij zeelui berucht vanwege de gevaarlijke combinatie van vaak slecht weer, sterke stromingen en een rotsachtige kust.
De bekendste scheepsramp in de Straat van Bonifacio was de ondergang van het Franse fregat Sémillante op 15 februari 1855. Het schip was in verband met de Krimoorlog op weg van Toulon naar de Zwarte Zee. Het schip liep bij storm op de rotsen en verging, waarbij alle 750 opvarenden om het leven kwamen.
Sinds een tankerongeluk in 1993 is de Straat van Bonifacio afgesloten voor schepen met een gevaarlijke lading.